# 倪军
倪军，上海交通大学机械与动力工程学院教授，中华人民共和国教育部首批长江学者。

## 生平
倪军毕业于上海交通大学，曾在密西根大学机械工程系任教，还曾在大连理工大学、西安交通大学、清华大学担任客座教授。

## 社会兼职
倪军曾担任《制造系统》杂志副主编、美国机械工程学会制造工程分会主席。

## 备注
1. ↑  倪军应该是与同一批次的长江学者田刚情况类似：当时长江学者奖励计划中尚未设立讲座教授，设立讲座教授后，倪军即从特聘教授转为讲座讲授[1]。